# John Albert Johnson

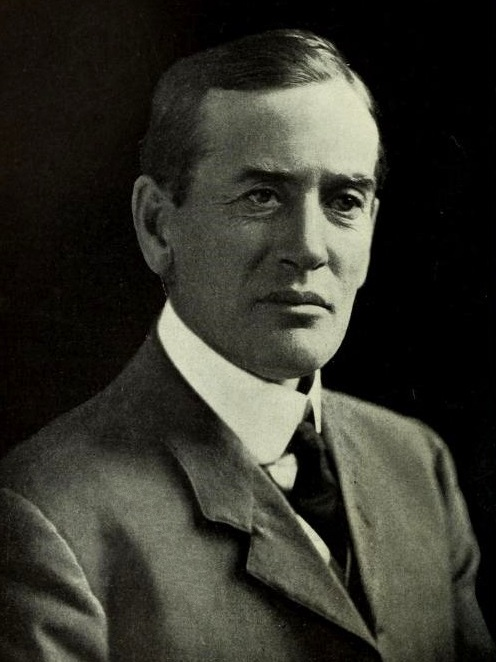
John Albert Johnson

John Albert Johnson (* 28. Juli 1861 in St. Peter, Nicollet County, Minnesota; † 21. September 1909 in Rochester, Minnesota) war ein US-amerikanischer Politiker und von 1905 bis 1909 Gouverneur des Bundesstaates Minnesota.

## Frühe Jahre
John Johnson besuchte die öffentlichen Schulen seiner Heimat. Im Alter von 13 Jahren brach er die Schule ab und arbeitete in verschiedenen Aushilfsstellen. Später gelang ihm der Einstieg in das Zeitungsgeschäft. Er wurde Miteigentümer und Herausgeber der Zeitung St. Peter Herald, die der Demokratischen Partei nahestand. Johnson selbst wurde auch Mitglied dieser Partei.

## Politische Laufbahn
Zwischen 1898 und 1903 gehörte er dem Senat von Minnesota an. Am 8. November 1904 wurde er zum neuen Gouverneur seines Staates gewählt. In den Jahren 1906 und 1908 wurde er von den Wählern in diesem Amt bestätigt. Johnson trat sein Amt am 4. Januar 1905 an und behielt es bis zu seinem Tod am 21. September 1909. In seiner Amtszeit wurde das Versicherungswesen in Minnesota neu geregelt. Außerdem wurde eine Steuerkommission gegründet. Der Gouverneur musste sich damals auch mit einem Streik im Bergbau auseinandersetzen. Bei der Eisenbahn wurden sowohl die Fahrpreise als auch die Frachtgebühren gesenkt. In der Regierung Minnesotas wurde eine eigene Abteilung gegründet, die sich mit dem Bankenwesen befasste.
Im Jahr 1908 war John Johnson als demokratischer Präsidentschaftskandidat im Gespräch. Allerdings ging die Nominierung dann an William Jennings Bryan. Auch für die nächsten Präsidentschaftswahlen im Jahr 1912 wurde sein Name schon früh ins Gespräch gebracht. Allerdings kam es dazu nicht mehr. Im Jahr 1909 verschlechterte sich sein Gesundheitszustand zusehends. Er verstarb am 21. September dieses Jahres noch als Gouverneur von Minnesota. Das Amt fiel nach seinem Tod an Vizegouverneur Adolph Olson Eberhart. John Johnson war mit Elinore M. Preston verheiratet.